# Volkslied van Transnistrië
Het Volkslied van Transnistrië heet Wij bewonderen u, Transnistrië (Roemeens: Slăvită să fii, Nistrene, Moldavisch: Слэвитэ сэ фий, Нистрене, Russisch: Мы славим тебя, Приднестровье, Oekraïens: Ми славимо тебе, Придністров’я). De muziek is geschreven door Boris A. Aleksandrov en de teksten door Boris Parmenov, Nicholas Bozhko en Vitaly Pischenko. Er is een tekst voor iedere van de officiële talen van Transnistrië: Moldavisch (Roemeens met Cyrillisch schrift), Russisch en Oekraïens. Ze zijn echter geen letterlijke vertalingen van elkaar. Het volkslied is afgeleid van het Sovjet-Russische patriottische lied "Lang leve onze staat" (Да здравствует наша держава), een compositie uit 1943 die ooit was voorgesteld als Volkslied van de Sovjet-Unie.

## Moldavische versie

### Moldavisch (Cyrillisch schrift)
I 
Кынта-вом ши вэй, ши колине,
Лучеферь дин Ниструл кэрунт,
Баладе'нцелепте, бэтрыне,
Че'н вякурь дестойничь не-ау врут.
Слэви-вом ероикул нуме,
'Н ачя бэтэлие кэзут
Ши'н фаца меморией сфинте
Ной цэрий журэм сэ-й фим скут!
Рефрен
Прин време пурта-вом
Нумеле мындрей цэрь.
Ту, Република либертэций,
Ешть крезул ын пашниче зэрь.

### Moldavisch (Latijns schrift)
Cînta-vom și văi, și coline,
Luceferi din Nistrul cărunt,
Balade-nțelepte, bătrâne,
Ce-n veacuri destoinici ne-au vrut.
Slăvi-vom eroicul nume,
'N acea bătălie căzut
Și-n fața memoriei sfinte
Noi țării jurăm să-i fim scut!
Refrein
Prin vreme purta-vom
Numele mîndrei țări.
Tu, Republica libertății
Ești crezul în pașnice zări.

### Nederlandse vertaling uit het Moldavisch
Wij zullen zingen over valleien en heuvels,
Morgensterren van de grijze oude Dniester
Wijze en oude ballades
Die ons voor eeuwen waard wilden.
Wij zullen de heroïsche naam bewonderen,
Die in die slag viel
En in het gezicht van de heilige herinnering
Zweren we het land zijn schild te zullen zijn!
Refrein
Door de tijd zullen wij dragen
De naam van ons trotse land
Gij, de Republiek van de vrijheid
U bent het geloof in een vredige toekomst.

## Russische versie

### Originele tekst
I
Мы славу поем Приднестровью,
Здесь дружба народов крепка,
Великой сыновней любовью
Мы спаяны с ним навека.
Восславим сады и заводы,
Поселки, поля, города —
В них долгие славные годы
На благо Отчизны труда.
Припев
Пронесем через годы
Имя гордой страны
И Республике свободы
Как правде, мы будем верны.
II
Мы славим родные долины,
Седого Днестра берега.
О подвигах помним былинных,
Нам слава отцов дорога.
Восславим мы всех поименно,
Погибших за наш отчий дом.
Пред памятью павших священной
Отечеству клятву даем.

### Nederlandse vertaling uit het Russisch
I
Wij bewonderen u, Transnistrië,
Waar de vriendschap onder volkeren sterk is.
Met grote liefde als zonen,
Zijn wij hiermee voor eeuwig verbonden.
Wij prijzen de tuinen en fabrieken,
Dorpen, velden en steden –
Lang is er aan hun gewerkt
Ten behoeve van het vaderland.
Refrein
Laten we door de jaren heen
De naam van het trotse land dragen
We zullen trouw zijn aan de Republiek van de vrijheid
Zoals we dat zijn aan de waarheid
II
Wij bewonderen de valleien van ons land,
De banken van de grijze Dniester.
Wij zullen heroïsche daden niet vergeten,
De glorie van onze vaders ligt ons aan het hart.
Wij zullen iedereen prijzen bij de naam,
Die stierf voor ons vaderlijk huis.
In heilige nagedachtenis van de martelaren
Leggen wij een eed af aan het vaderland.

## Oekraïense versie
I
Ми славимо край Придністров'я,
Де люди пишаються тим,
Що дружбою, ладом, любов'ю
Навіки пов'язані з ним.
Прославимо наші заводи,
Широкі лани і міста,
Тут чесно працюють народи
На благо Вітчизни труда.
Приспів
Через доли і води
Пронесемо ім'я
Ми Республіки свободи,
Хай живе тут народів сім'я

### Opnames
- Versies met en zonder zang (.AU-formaat)
- Instrumentaal (MIDI-formaat)